# Sira, Agder
Sira är en tätort i Flekkefjords kommun i Agder fylke i södra Norge. Orten har ca 600 invånare och ligger vid älven Sira, vid södra änden av sjön Sirdalsvatnet, nära Europaväg 39. Här finns även en station vid Sørlandsbanan mellan Oslo och Stavanger.
Orten utgjorde tidigare centralort i dåvarande Bakke kommun i Vest-Agder fylke.

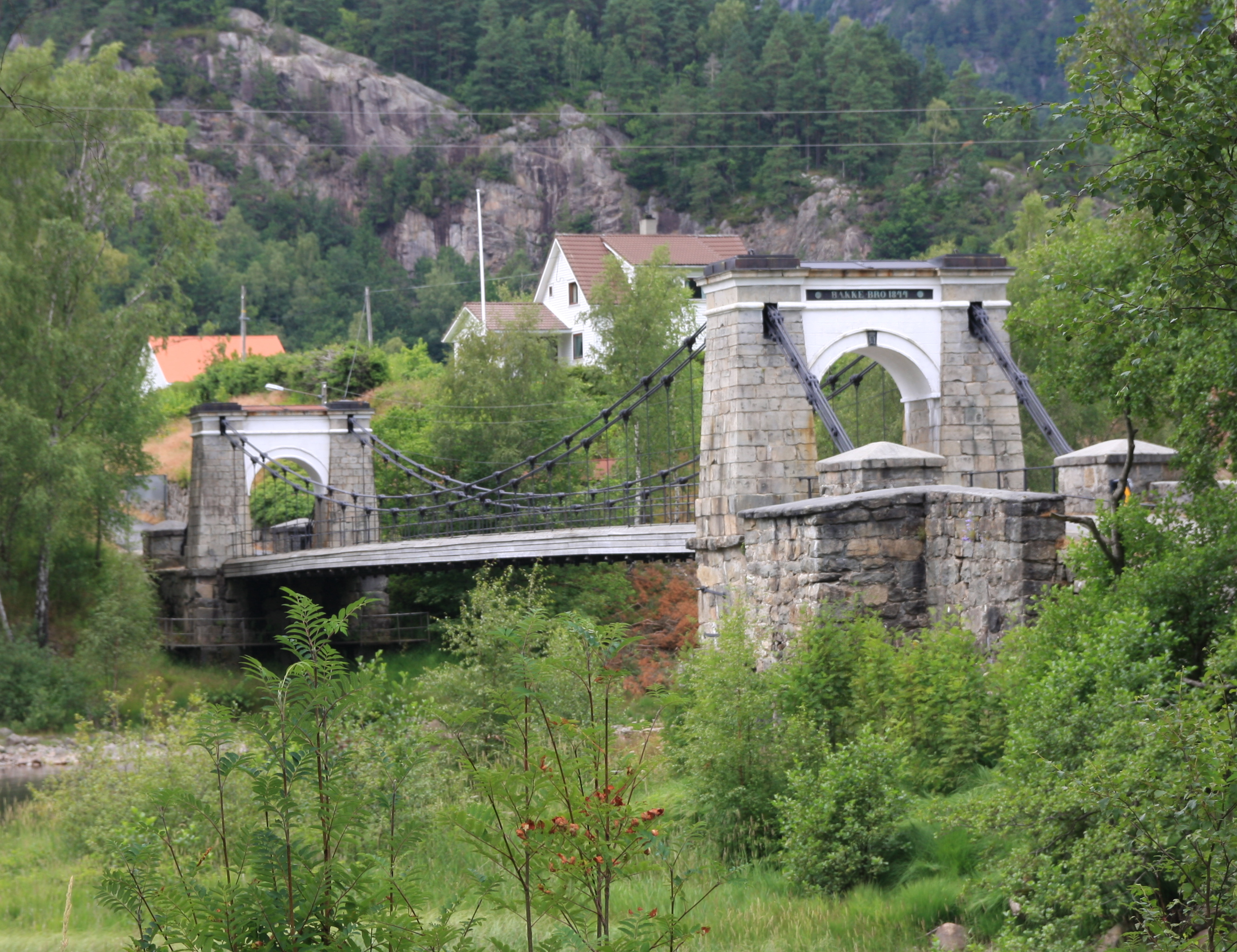
Bakke bro i Sira.